# La Tendre Histoire de Cendrillon Pingouin
Pour plus de détails, voir Fiche technique et Distribution.
La Tendre Histoire de Cendrillon Pingouin (titre anglais : The Tender Tale of Cinderella Penguin) est un court métrage d'animation canadien créé par Janet Perlman en 1981.

## Synopsis
Fidèle au conte de Perrault, le court métrage revisite l'histoire de Cendrillon. Des pingouins interprètent les personnages : Cendrillon, le prince charmant, les vilaines sœurs.

## Fiche technique
- Réalisatrice : Janet Perlman
- Producteurs : Janet Perlman et Derek Lamb (en)
- Conception sonore : Normand Roger (en) et Janet Perlman
- Société de production : Office national du film du Canada
- Montage du son : Normand Roger et André Galbrand
- Mixage : Hans Peter Strobl
- Film sans paroles
- Durée : 9 minutes 57 secondes

## Prix et distinctions
- 1982 : nommé pour l'Oscar du meilleur court métrage d'animation[2].
- 1983 : Certificate of Merit, Festival international du film de Chicago.
- 1991 : Parents' Choice Gold Award (en)